# Derecho de autor en Uruguay
La regulación del derecho de autor en Uruguay está actualmente comprendida por la ley N° 9.739 del 17 de diciembre de 1937. Esta ley fue modificada posteriormente en diversas oportunidades. La modificación más importante es la introducida por la ley N° 17.616 del 10 de enero de 2003.

## Historia

### Período colonial
Las primeras regulaciones sobre monopolios de impresión vigentes en el territorio uruguayo se remontan al período de la dominación española. Como en otras partes del mundo, el origen de estos monopolios en España y en sus colonias se encuentra en las disposiciones de censura con las cuales se buscaba controlar las publicaciones que circulaban. Estaba prohibida la impresión y la venta de libros y otras obras impresas sin contar con una licencia de la Corona. Así, el monopolio de impresión no era otra cosa que una merced real otorgada en forma de una licencia de impresión de libros. Las infracciones eran sancionadas con la quema de los ejemplares en la plaza pública, además de la imposición de una multa.
No obstante, por mucho tiempo estas regulaciones fueron abstractas, dado que la primera imprenta de la Banda Oriental operó recién en 1807 traída por los ingleses durante el breve período de la segunda invasión. Tres años más tarde, en 1810, llegó una nueva imprenta con la que comenzó a imprimirse la Gazeta de Montevideo.
En 1821, durante el breve período de la dominación portuguesa, entró en vigencia el decreto sobre la libertad de imprenta, el cual difería de las normativas españolas en que toda persona podía imprimir, publicar, comprar y vender cualquier libro o escrito sin censura previa. Los artículos 2 y 3 del decreto se referían explícitamente a los monopolios de impresión.
El artículo 2 del decreto real establecía:

La facultad de imprimir cualquier libro o escrito original, o traducido, constituye facultad vitalicia de su autor o traductor, la cual pasará a sus herederos o sucesores por el espacio de diez años. Cuando el autor o traductor fuese alguna Sociedad literaria, u otra cualquiera corporación, gozará de la misma propiedad por el tiempo de sesenta años.

Y en su artículo 3, disponía que:

El que imprima cualquier libro o escrito, que según el artículo antecedente constituya propiedad de otro, perderá todos los ejemplares a favor del propietario; y sino llegasen al número de mil, pagará además el valor de los que falten para completar este número.

No obstante, a pesar de lo que su nombre indica, el decreto de libertad de imprenta estaba principalmente destinado a sancionar una larga serie de “abusos” de dicha libertad (contra la religión, contra el estado, contra las buenas costumbres y contra los particulares), los cuales eran castigados con penas que llegaban hasta los cinco años de prisión.

### Primeros años tras la independencia. ElsigloXIX
En los primeros años como estado independiente, el ordenamiento jurídico uruguayo estuvo integrado por las mismas leyes que rigieron durante la dominación española, salvo aquellas leyes derogadas por la Constitución de 1830 y por las primeras normas aprobadas por el Poder Legislativo.
El 4 de junio de 1829 la Asamblea General Constituyente y Legislativa del Estado aprobó la primera ley uruguaya sobre libertad de imprenta (enmendada por otra ley del 17 de julio de 1830) donde, a diferencia del decreto portugués, no se otorgaban monopolios de impresión a los autores de los impresos.
Durante cuatro décadas no hubo mayores novedades en la materia, hasta que se aprobó el Código Civil de 1868, el cual en su artículo 443 disponía que: “Las producciones del talento o del ingenio son una propiedad de su autor, y se regirán por leyes especiales”. Este artículo fue copiado íntegramente del Código Civil Español por Tristán Narvaja. Desde la entrada en vigencia del Código Civil hasta la promulgación de la primera ley de propiedad literaria y artística en 1912, no se conoció ninguna condena por infringir dicho artículo del Código.
En 1888 y 1889 tuvo lugar el Congreso Internacional Sudamericano de Montevideo, el cual, entre otros muchos aspectos, trató sobre la propiedad literaria y artística. Este fue el primer tratado internacional que estableció un sistema de derecho de autor en el continente, con reconocimiento mutuo por parte de Argentina, Bolivia, Paraguay, Perú y Uruguay. En 1892 Uruguay ratificó el tratado de dicho congreso. Brasil y Chile, que firmaron varios de los acuerdos del congreso, no los ratificaron.
El Tratado de Propiedad Literaria y Artística del Congreso Sudamericano consta de 16 artículos que establecen, en primer lugar, la reciprocidad en el reconocimiento de la propiedad literaria y artística. Además, se estipula el alcance de los derechos, el tipo de obras que abarca y las excepciones a dichos derechos. En cuanto a la duración del derecho de autor, no se establece un plazo mínimo obligatorio y se estipula la regla del plazo más corto, es decir que ningún estado otorga a los autores de otro país un plazo de monopolio mayor que el propio, y si el plazo del país de origen es más corto, se aplica dicho plazo. La aprobación de este tratado constituyó un importante antecedente para la posterior promulgación de una ley nacional específica.
A fines del siglo XIX y principios del siglo XX se dieron en Uruguay encendidos debates en medios escritos en torno a la naturaleza de la propiedad literaria. Algunos intelectuales publicaron artículos en publicaciones periódicas expresándose a favor de reconocer la propiedad literaria como una propiedad más, asimilable a la propiedad de los bienes tangibles. No obstante, hubo numerosas voces que plantearon dudas sobre la necesidad de reconocer tal derecho y, en caso de reconocerse,  sobre el alcance que debía tener. En particular, uno de los aspectos más debatidos fue si reconocer o no el derecho de autor para las obras publicadas en el exterior del país por autores extranjeros. No fueron pocos los comentaristas que consideraron que los tratados de reciprocidad con países avanzados constituirían una amenaza para el desarrollo intelectual del país, dada la enorme asimetría en la producción de obras intelectuales.
Eduardo Ferreira, por ejemplo, escribía en 1896 a propósito del pedido de Francia de adherir al tratado del Congreso Sudamericano:

No estamos todavía en circunstancias de permitirnos el lujo de igualarnos a las naciones europeas, y, si lo hacemos, nos exponemos a un fracaso rápido y lamentable.

Otro de los puntos ampliamente discutidos en medios escritos fue el de la temporalidad del derecho de autor. La opinión mayoritaria, incluso entre quienes estaban a favor del reconocimiento de la propiedad literaria, era la de que esta propiedad debía tener un límite en el tiempo, reconociendo así también el derecho de los pueblos y las naciones a contar con un tesoro común que sirviera al progreso cultural y científico. Los principales debates, pues, se dieron en torno a si los plazos debían asignarse mediante un período de exclusividad fijo a partir de la publicación de las obras, o si, por el contrario, abarcarían toda la vida del autor. Tampoco había acuerdo acerca de la embargabilidad de los derechos y acerca de la conveniencia o no de que los familiares pudieran heredar la propiedad intelectual del autor fallecido, entre otros temas.

### Primeros años delsigloXX. La ley de 1912 de propiedad literaria y artística
En 1907, Carlos Roxlo, por entonces representante en el Parlamento por el departamento de Montevideo, presentó un proyecto de ley sobre propiedad literaria. El proyecto tenía doce artículos y se refería únicamente a la producción científica y literaria. La causa inmediata de la presentación del proyecto fue un problema surgido a partir de las obras de Florencio Sánchez, las cuales fueron representadas por una compañía teatral en una gira por el interior del país sin previa autorización del autor. Roxlo consideraba que había llegado el momento de regular la propiedad intelectual, pues afirmaba que las obras de Florencio Sánchez eran las primeras que, surgidas en el medio uruguayo, contaban con valor económico. El proyecto de Roxlo pasó a la Comisión de Legislación de la Cámara de Representantes, la cual se expidió en junio de 1910 con un proyecto sustitutivo.
Dos meses después, en agosto de 1910, Uruguay firmó la Convención de Buenos Aires sobre Propiedad Literaria y Artística, cuyos contenidos eran similares a los del Congreso Sudamericano, pero que incluía a países de toda América, incluidos los Estados Unidos. Uruguay ratificó el tratado nueve años más tarde, en 1919.
La ley finalmente aprobada en 1912 recogió buena parte de los principios generales planteados por Roxlo, además de los principales puntos del Congreso Sudamericano, aunque, a diferencia del proyecto original de Roxlo, incorporó limitaciones más importantes al derecho de autor. Esas limitaciones se referían principalmente al aspecto temporal del monopolio. La duración del derecho de autor se estableció en un plazo de veinticinco años a partir de la muerte del autor. La razón del límite temporal, según la Comisión de Legislación, era que “esa propiedad intelectual, nacida del dominio público según el concepto moderno que ha acompañado al reconocimiento legal del derecho, se retrovierte al dominio público después de un plazo que de ella han gozado el autor y sus causahabientes”. Asimismo se establecieron excepciones para la reproducción de textos oficiales y para la prensa periódica, entre otros puntos.
Por otra parte, a diferencia de la iniciativa de Roxlo, la ley de 1912 incluyó las obras artísticas, en consonancia con el tratado de 1889. Asimismo creó un registro centralizado y obligatorio para quienes quisieran obtener el derecho de autor. Con respecto al proyecto de Roxlo, se ampliaron las penalidades y acciones civiles contra los infractores.
En la ley de 1912 la propiedad literaria se otorgó exclusivamente a la producción nacional, además de a las obras de los países signatarios del tratado de 1889. Se consideró que las obras extranjeras contribuían a ilustrar y educar al público uruguayo y que otorgarle derechos de propiedad intelectual a tales obras dificultaría su difusión en el país, con el consiguiente perjuicio para la cultura nacional. Se argumentó también que la desproporción entre la producción uruguaya y la extranjera haría que la reciprocidad con los países avanzados fuera perjudicial desde el punto de vista de la equidad. Más aún, la comisión informante aconsejó al Poder Legislativo no celebrar nuevos tratados internacionales sobre derecho de autor.
La ley 3.956 de propiedad literaria y artística fue aprobada el 12 de marzo de 1912 por el Poder Legislativo y el Poder Ejecutivo la promulgó tres días después.

### El camino a la ley de 1937
Hacia 1920, se sucedieron una serie de episodios que involucraron a autores y herederos argentinos, quienes reclamaron por la edición no autorizada en Uruguay de las obras de las que eran titulares. En especial, se hizo sentir el reclamo de Leopoldo Lugones y de los herederos de Rafael Obligado. Paralelamente, los herederos de José Enrique Rodó reclamaban por la edición no autorizada en España de “Motivos de Proteo”, “El mirador de Próspero” y otras obras.
Precisamente en 1920, los legisladores Ítalo Perotti y Lorenzo Vicens Thievent presentaron un proyecto para una nueva ley sobre propiedad literaria y artística, cuya principal característica radicaba en que pretendía extender el monopolio de derecho de autor a la producción intelectual extranjera. Sin embargo, acortaba el plazo de restricción de 25 a 10 años post mortem. Dicho proyecto, no obstante, no fue aprobado en el Poder Legislativo.
A comienzos de la década de 1930, ya bajo la presidencia de Gabriel Terra, Mario Dupont Aguiar presentó un nuevo proyecto de ley de propiedad literaria y artística. Este proyecto ampliaba el plazo de derecho de autor a 50 años post mortem y nuevamente buscaba extender la propiedad intelectual a las obras extranjeras. Además, establecía un sistema de sanciones que distinguía tres etapas: preventiva, represiva e indemnizatoria. El proyecto fue aprobado por la Asamblea Deliberante en 1933, pero el Poder Ejecutivo lo vetó, entre otras cosas, por diferencias en torno a la duración del derecho, al sistema de dominio público, a algunas cuestiones relativas a los procedimientos administrativos y judiciales, y a la necesidad que el Ejecutivo veía de establecer un “Consejo de la Propiedad Intelectual”. No obstante el veto, el proyecto se convirtió en el principal antecedente de la posterior ley de 1937, tanto en su orientación general como en el texto de muchos de sus artículos.
En 1934, el gobierno de facto de Gabriel Terra aprobó una nueva Constitución. En su artículo 32 establecía un texto que continúa vigente hasta nuestros días: “El trabajo intelectual, el derecho del autor, del inventor, o del artista, serán reconocidos y protegidos por la ley”. Si bien las leyes laborales vigentes en aquel momento, así como la ley 3.956 de 1912, ya satisfacían el nuevo mandato constitucional, se utilizó dicho artículo como argumento en favor de una nueva ley de propiedad literaria y artística.
El 5 de mayo de 1937, el Poder Ejecutivo presentó a la Asamblea General un proyecto de ley sobre “Derechos de autor”. La fundamentación del Ejecutivo volvía a poner sobre la mesa el asunto de la propiedad intelectual de las obras extranjeras, aduciendo que el “decoro nacional” obligaba a no dejar desamparado al autor extranjero. Además, afirmaba que era necesario adaptar la ley de 1912 a los adelantos de la técnica. Finalmente, solicitaba una rápida aprobación de la ley.
La iniciativa pasó a estudio de la Comisión de Constitución y Legislación de la Cámara de Senadores. Dicha Comisión realizó modificaciones sobre el proyecto del Ejecutivo, aunque mantuvo sus disposiciones fundamentales. Una vez salido de la Comisión, el proyecto careció prácticamente de discusión parlamentaria. El Senado lo trató en las sesiones de los días 29 de noviembre y 6 de diciembre de 1937. La Cámara de Representantes lo trató y aprobó en la sesión del 15 de diciembre. Dos días después fue promulgada por el gobierno de facto de Gabriel Terra la ley 9.739 de derecho de autor que, con algunas modificaciones introducidas años más tarde, rige hasta la actualidad en Uruguay. El Poder Ejecutivo reglamentó la ley el 21 de abril de 1938.

### Ley 9.739 de derechos de autor
La ley 9.739 optó por privilegiar a lo largo de su texto el término “derechos de autor” por sobre el de “propiedad literaria y artística”. La principal razón para este cambio es la adopción de la doctrina de Nicola Stolfi, quien afirmaba que “es preciso dar una importancia preponderante a las facultades personales del autor”. De esta manera, la ley diferenció entre derechos morales, referidos a la personalidad del autor y no enajenables, y derechos patrimoniales, de un carácter más cercano al de la propiedad, aunque con diferencias. La ley asimismo otorgó derechos a los intérpretes y ejecutantes sobre sus interpretaciones difundidas o grabadas.
Otro aspecto central de la ley 9.739, que se mantuvo de la ley de 1912, fue el registro obligatorio: los derechos morales y patrimoniales se otorgaban únicamente sobre las obras inscriptas en el registro de derechos de autor. Las obras extranjeras, por su parte, debían cumplir los requisitos exigidos para su protección en el país de origen.
En cuanto a la duración del derecho de autor, la ley 9.739 fijó un plazo de 40 años post mortem. El establecimiento de este plazo resultó de un término medio entre los 50 años que estipulaba la ley vetada en 1933 y la postura del Ejecutivo, que en su fundamentación del veto estimaba razonable un plazo de 30 años post mortem. Sin embargo, si la obra no era publicada, representada, ejecutada o exhibida dentro de los 10 años desde la fecha de muerte del autor, pasaba a dominio público.
La ley establecía escasas excepciones al derecho de autor, principalmente destinadas a la prensa, a la reproducción de documentos oficiales, al derecho de cita y a la utilización de obras por parte del Estado. La sanción penal para las infracciones consistía en una multa de hasta $300 de la época o prisión equivalente, sin perjuicio de acciones civiles.
Otro de los principios establecidos en la ley fue el derecho del autor a participar en la plusvalía de la obra, tomando como pauta los beneficios obtenidos por quienes hubieran recibido la cesión de los derechos por parte del autor. Este principio, sin embargo, fue eliminado en la reforma de la ley en el año 2003.
Por otra parte, la ley 9.739 instauró un sistema de dominio público sumamente peculiar, inexistente en otras partes del mundo, denominado “dominio público pagante”. La creación de este sistema se debió a la insistencia del Poder Ejecutivo de Terra en que no existiera un verdadero dominio público, es decir, un acervo cultural común que fuera de libre utilización para cualquier persona, sino, por el contrario, un dominio del Estado. Finalmente se arribó a una fórmula de compromiso por la cual, si bien se utilizó el nombre de dominio público, se lo suprimió desde un punto de vista práctico a través del cobro por parte del Estado de tarifas fijadas por el Consejo de Derechos de Autor. El producto económico del dominio público pagante, que en el proyecto original se enviaba a Rentas Generales, se modificó durante el tratamiento legislativo para ser finalmente destinado “preferentemente a servicios de arte y cultura”.
La ley 9.739 reguló los derechos de autor en Uruguay con escasas modificaciones durante más de seis décadas. Dos meses después de la aprobación de la ley 9.739, se hizo una pequeña modificación al artículo 29, distinguiendo la figura del productor de la de los restantes colaboradores en las obras cinematográficas y otorgándole al mismo la facultad de autorizar su exhibición pública. En 1943, un decreto del Poder Ejecutivo estableció pequeñas modificaciones a los mecanismos policiales para la suspensión de espectáculos que no tuvieran consentimiento del titular de los derechos.
Si bien la ley 9.739 encomendaba al Poder Ejecutivo a comunicar oficialmente la adhesión de Uruguay al Convenio de Berna (el principal tratado internacional de reciprocidad y estándares mínimos sobre derecho de autor), el Ejecutivo de Terra así como los gobiernos posteriores decidieron no adherir al convenio por distintas razones, de manera que Uruguay no fue una parte contratante de ese tratado hasta 1979. Durante varias décadas, prácticamente no hubo novedades sobre derecho de autor a nivel legislativo en Uruguay.

### De la década de 1970 hasta el cambio de siglo

Hacia fines de la década de 1970 y principios de la década de 1980 volvió a haber novedades y desde entonces la propiedad intelectual se ha convertido en un asunto recurrente para los legisladores. El gobierno de la dictadura cívico-militar de aquel entonces se abocó, en primer lugar, a ratificar una serie de tratados internacionales sobre propiedad intelectual. Entre los tratados específicamente referidos al derecho de autor, el gobierno ratificó, a través de sendos decretos-ley, la Convención de Roma referida a artistas intérpretes o ejecutantes, productores de fonogramas y organismos de radiodifusión (decreto-ley 14.587 de 21 de octubre de 1976), el Convenio de Berna para la Protección de las Obras Artísticas y Literarias, el convenio que estableció la Organización Mundial de la Propiedad Intelectual (ambos a través del decreto-ley 14.910 de 19 de julio de 1979) y el Convenio para la Protección de Productores de Fonogramas (decreto-ley 15.012 de 20 de mayo de 1980). La adhesión a dichos tratados colocó así a Uruguay dentro un sistema de reciprocidad internacional que a comienzos del siglo XX había sido fuertemente resistido y luego evitado durante décadas.
La firma de los convenios sobre derecho de autor, asimismo, introdujo una serie de dificultades jurídicas, debidas a la discordancia entre la ley 9.739 y los tratados. Mientras que la ley uruguaya estipulaba un plazo de monopolio de 40 años post mortem para el derecho de autor, el Convenio de Berna exigía un mínimo de 50 años. Por otra parte, mientras que la ley 9.739 exigía el registro de la obra como condición para otorgar el derecho, el Convenio de Berna planteaba que el monopolio se otorgaba sin necesidad de formalidad alguna.
En 1982, el gobierno militar emitió el decreto-ley 15.289 sobre fonogramas, el cual creó una figura penal contra la copia no autorizada de fonogramas y videogramas.
En 1987, ya en democracia, se aprobó la Ley del Libro (15.913), una norma orientada principalmente a otorgar beneficios fiscales y crediticios al sector editorial. Dicha ley estableció que los pagos realizados por concepto de derecho de autor quedaran exonerados de todo tributo. Asimismo, a pesar de que entre los objetivos declarados de la ley estaba “el fomento a la libre circulación del libro”, se estableció una modificación a la ley 9.739 que endureció las sanciones penales previstas para las reproducciones no autorizadas y otras infracciones al derecho de autor, estipulando una pena de hasta 3 años de penitenciaría. Esta disposición no se circunscribía únicamente a la producción editorial, sino a toda la producción autoral.
En la década de 1990 se adoptaron una serie de medidas que fortalecieron las restricciones sobre el conocimiento. En 1993 y 1995 el Poder Ejecutivo emitió sendos decretos (353/993 y 47/995 respectivamente) que regulaban específicamente la propiedad intelectual de las emisoras de televisión, otorgándoles el derecho exclusivo de autorizar la fijación, reproducción y retransmisión de sus emisiones, y asimismo fijando procedimientos y sanciones ante incumplimientos.
En esa misma década se introdujeron por ley cambios en la asignación de los fondos del dominio público pagante. En 1992 se creó el Fondo Nacional de Teatro y en 1994 el Fondo Nacional de Música, los cuales pasaron a recibir lo recaudado por el Estado en concepto de dominio público pagante. En la integración de estos organismos se le dio un peso decisivo a las sociedades de gestión de derechos de autor.
En cuanto al plano internacional, en 1992 el Poder Legislativo ratificó la Convención Universal sobre Derecho de Autor. Y en 1994 se daría un paso crucial al ratificar Uruguay los acuerdos que establecieron la Organización Mundial del Comercio. Entre dichos acuerdos se encontraba el anexo 1C, referido a los Aspectos de los Derechos de Propiedad Intelectual relacionados con el Comercio (ADPIC). El acuerdo sobre los ADPIC, referido no solo a derecho de autor sino también a marcas, patentes, modelos industriales y otros tipos de monopolios sobre el conocimiento, incluía la mayor parte de las cláusulas del Convenio de Berna, agregaba nuevas restricciones y, más importante aún, establecía, a través de un mecanismo de “solución de diferencias”, sanciones económicas a los estados que no cumplieran con sus disposiciones. Con la firma de ADPIC, Uruguay y otros países en desarrollo fueron obligados a adaptar su legislación de derecho de autor a las reglas impuestas por la Organización Mundial de Comercio.
En particular Estados Unidos, en su Reporte Especial 301 sobre el estado mundial del cumplimiento de la propiedad intelectual, ascendió a Uruguay a la Watch List en 1999 y 2000, y a la Priority Watch List en 2001 y 2002, reclamando al gobierno uruguayo que introdujera cambios en la ley de derecho de autor, con especial énfasis en que se colocara al software bajo el mismo régimen que las obras literarias.
Las circunstancias anteriores derivaron en diversos proyectos de ley que o bien modificaban o bien sustituían la ley de 1937. Uno de los proyectos más ambiciosos fue enviado por el Poder Ejecutivo al Parlamento en 1997 y luego nuevamente en 2000. Este proyecto buscaba sustituir la ley de 9.739 por una nueva ley de derecho de autor que incluía las imposiciones de ADPIC e iba todavía más lejos. En primer lugar, incorporaba explícitamente el software y las bases de datos entre las “obras” comprendidas en la ley. Entre otras medidas, establecía sanciones penales de hasta 3 años de penitenciaría para las infracciones a la ley, aun cuando no mediaran fines comerciales en la infracción. Además, establecía la remuneración compensatoria por copia para uso personal, es decir, un canon a los soportes vírgenes que se cobraría independientemente de que estos soportes se utilizaran efectivamente para realizar copias de obras bajo derecho de autor. Por otra parte, se regulaban los contratos de cesión de derechos de autor, estableciendo ciertas garantías para los autores al momento de ceder los derechos a los editores y productores, si bien también se establecía que en el caso de las obras creadas bajo relación laboral, los derechos de los empleados se cedían en forma exclusiva al empleador.
A lo largo de dos períodos parlamentarios el proyecto de ley del Ejecutivo no obtuvo los apoyos necesarios para ser aprobado, tras lo cual se intentó dividirlo en dos proyectos: por un lado, una ley general de derechos de autor y derechos conexos y, por otro lado, una ley específica para los programas de computación. Esta solución, sin embargo, tampoco conformó a los grupos de presión involucrados. En vista de la imposibilidad de acordar una ley nueva, el gobierno redujo sus expectativas, optando por desechar lo hecho hasta ese momento y por introducir modificaciones más modestas a la ley de 1937. En junio de 2002 el Poder Ejecutivo envió un proyecto de ley modificatorio de la ley 9.739. El texto se trató rápidamente en las comisiones y tuvo una breve discusión en las cámaras. Finalmente, la ley fue aprobada el 30 de diciembre de 2002, y fue promulgada el 10 de enero de 2003 bajo el número 17.616. Un año después fue reglamentada a través del decreto 154/004.

### La ley 17.616 de derechos de autor y derechos conexos
La ley 17.616 consta de 27 artículos que modifican la ley 9.739. Los cambios más relevantes son:
- la extensión del plazo de derecho de autor a 50 años después de la muerte del autor;
- la eliminación del registro como requisito para ejercer el monopolio sobre la obra;
- la inclusión de la permuta, arrendamiento y préstamo entre las facultades exclusivas del autor;
- la eliminación del derecho del autor a participar en la plusvalía que el intermediario obtiene de la obra, y su reemplazo por un derecho de participación del 3% sobre la reventa de obras de arte, únicamente aplicable a artistas visuales;
- la presunción, salvo pacto en contrario, de que los autores de las obras audiovisuales han cedido sus derechos patrimoniales en forma exclusiva al productor;
- el otorgamiento de derechos de propiedad intelectual a los productores fonográficos y a los organismos de radiodifusión;
- la inclusión de los programas de computación y las bases de datos entre las “obras” bajo derecho de autor;
- el aumento de penas y la inclusión de nuevos delitos, entre ellos, la elusión de las medidas técnicas de restricción colocadas por los titulares de derechos de autor.

### Desde la ley 17.616 a la actualidad
En los años siguientes, la ley 9.739 se modificó nuevamente en varias oportunidades. En 2004 se introdujo una ley, impulsada por los trabajadores de prensa, que fijó límites a la cesión de los derechos de autor del periodista a la empresa periodística. Más tarde, en 2006, se estableció que el derecho de participación del 3% por la reventa de obras plásticas en dominio público iría a parar al Fondo Concursable para la Cultura. En 2013 se introdujeron nuevos cambios a la ley, entre los cuales el más importante se refirió a la incorporación de una excepción al derecho de autor para facilitar el acceso a las obras de las personas con dificultades para acceder al texto impreso.
En el plano internacional, el cambio de siglo trajo la ratificación en 2006 del Tratado de la Organización Mundial de la Propiedad Intelectual (OMPI) sobre Derecho de Autor, a través de la ley 18.036, y en 2008 del Tratado de la OMPI sobre Interpretación o Ejecución y Fonogramas, mediante la ley 18.253. Los tratados de la OMPI incorporaron nuevas restricciones, entre ellas algunas relativas a la circulación y el uso de dispositivos tecnológicos. Por su parte, el Tratado de Marrakech, ratificado en 2014, introdujo una excepción al derecho de autor para facilitar el acceso a las obras publicadas a las personas ciegas, con discapacidad visual o con otras dificultades para acceder al texto impreso.
Los años más recientes estuvieron atravesados por conflictos que pusieron en cuestión la regulación sobre derecho de autor y cómo esta afecta la circulación de la cultura. Uno de dichos conflictos tuvo lugar en julio de 2013 cuando el Ministerio de Educación y Cultura envió al Parlamento una propuesta para extender el plazo de derecho de autor a 70 años post mortem. La propuesta se incluyó en el artículo 218 del proyecto de ley de Rendición de Cuentas. Un número importante de personalidades de la cultura y organizaciones de la sociedad civil se opusieron al artículo 218, obligando al Parlamento a retirarlo de la Rendición de Cuentas.
Pocos meses después, en octubre de 2013, la policía uruguaya allanó numerosos locales de fotocopias en los alrededores de la Facultad de Derecho de la Universidad de la República. Los allanamientos, que incluyeron la detención de 32 personas, provocaron el rechazo de los estudiantes universitarios, a quienes el cierre de los comercios causó serias dificultades para acceder a los materiales de estudio. El Centro de Estudiantes de Derecho reunió 10.000 firmas para reclamar por el acceso a materiales de estudio y envió un proyecto de ley al Parlamento que establecía excepciones al derecho de autor para facilitar el ejercicio del derecho a la educación. Dicho proyecto contó con el apoyo del sector educativo, de los bibliotecarios y de diversas organizaciones sociales, nacidas en esos años, que abogaban por la socialización del conocimiento. No obstante, la norma no logró aprobarse dado que no fue respaldada en el Parlamento por el Ministerio de Educación y Cultura ni por el presidente del Consejo de Derechos de Autor.
En el período que va de 2015 a 2020, volvió a presentarse un proyecto de ley de excepciones al derecho de autor. La propuesta legislativa alcanzó media sanción en el Senado en abril de 2016, pero su tratamiento se estancó en la Cámara de Representantes, sin llegar a convertirse en ley. En octubre de 2017, sin embargo, el Poder Ejecutivo reglamentó la excepción al derecho de autor en beneficio de las personas con dificultades para acceder al texto impreso, que había sido aprobada en 2013 y ratificada con el Tratado de Marrakech en 2014. La reglamentación permitió mejorar la puesta en práctica de la medida.
En diciembre de 2019 se aprobó una nueva extensión de los plazos de derecho de autor y derechos conexos. A través de la ley 19.857, se elevó el plazo de derecho de autor a 70 años después de la muerte de los autores, mientras que los plazos de los derechos de intérpretes, ejecutantes, productores de fonogramas y organismos de radiodifusión, se elevaron a 70 años desde la publicación. La medida, apoyada por la Asociación General de Autores del Uruguay, recibió fuertes críticas de la Asociación de Bibliotecólogos del Uruguay y de otras organizaciones vinculadas al acceso al conocimiento. En la misma sesión legislativa en que se aprobó la elevación de los plazos, también se sancionó otra ley que otorgó nuevos derechos exclusivos, de carácter irrenunciable, a los directores y guionistas de obras audiovisuales.